# Tsunomaki Watame
Det här är en artikel om en person med japanskt personnamn; Tsunomaki är familjenamnet.
Tsunomaki Watame (角巻わため) är en japansk streamare och VTuber som är ansluten till Hololive Production. Namnet Tsunomaki Watame är endast en pseudonym då hon, liksom många andra VTubare, spelar en karaktär och håller sin verkliga identitet anonym. Modellen som hon använder skapades av konstnärerna fuumi(ja) och keffiy och är gjord för att likna ett antropomorfiskt får.

## Diskografi

### Album
- 2021 – Watame no Uta Vol. 1 (わためのうた vol.1)
- 2021 – Watame no Uta Vol. 2 (わためのうた vol.2)
- 2022 – Watame no Uta Vol. 2.5 (わためのうた vol.2.5) (EP)
- 2024 – Hop Step Sheep

### Singlar
- 2020 – Ai-mai Chocolate (愛昧ショコラーテ)
- 2021 – Melody For You (キミだけのメロディ)
- 2021 – mayday、mayday
- 2021 – Everlasting Soul
- 2022 – Kimiiro Hanamizuki (君色ハナミズキ)
- 2022 – Dreamy sheep (夢見る羊)
- 2023 – Fins
- 2023 – What an amazing swing
- 2023 – Now on step

### Album (medverkande)
- 2020 – IMAGINATION vol.3
- 2024 – Holohoneygaoka High School -Covers- (ほろはにヶ丘高校 -Covers-)
- 2024 – Can You Do the hololive? hololive SUPER EXPO 2024 ver. (ホロライブ言えるかな？hololive SUPER EXPO 2024 ver.)

### Singlar (medverkande)
- 2021 – Kiseki knot (キセキ結び)
- 2022 – LET’S GO↑BAKATARATION (進め↑BAKATARATION)
- 2022 – Tonde K! hololive summer (飛んでK！ホロライブサマー)
- 2022 – hololive ondo (ホロメン音頭)
- 2022 – Reaper vs. Sheep -Ouen ver.-
- 2022 – Reaper vs. Sheep -Kenko ver.-